# Affiance
Affiance was een Amerikaanse metalcore-band opgericht in 2007 en afkomstig uit Cleveland, Ohio. Op 11 januari 2017 maakte Affiance via Facebook bekend dat de band opgeheven zou worden. De band heeft in totaal drie studioalbums en twee ep's uitgegeven.

## Geschiedenis
Affiance werd gevormd eind 2007 in Cleveland, Ohio en gaf hetzelfde jaar nog de ep Calm Before the Storm onder eigen beheer uit. De ep behaalde een klein succes en de band tekende een contract bij het label Bullet Tooth Records, waarna Affiance aan het debuutalbum begon te werken.
Na het uitgeven van Calm Before the Storm ging de band samen met de bands Across The Sun en No Bragging Rights op tournee door de Verenigde Staten. Josh Grabelle, de voorzitter van Bullet Tooth Records, zag Affiance live in New Jersey en beweerde dat Affiance "een van de beste bands die hij live heeft gezien was". Grabelle bood de band een contract aan, waar Affiance mee akkoord ging.
In het najaar van 2010 was de band inmiddels naar de studio gegaan om te de opnames van het debuutalbum No Secrets Revealed voor te bereiden. Het album werd uitgebracht op 2 december 2010.
Op 6 september 2012 maakte Affiance via Facebook bekend dat ze klaar waren met het opnemen en dat ze dat jaar op tour zouden gaan met de bands Modern Day Escape en Deception of a Ghost. Op 27 september 2012 werd er een cover van het nummer "The Final Countdown" van Europe uitgegeven. Het tweede studioalbum, The Campaign, werd uitgebracht op 13 november 2012.
Affiance bracht een video voor het nummer "Limitless" uit op 28 juni 2014 om het aankomende album Blackout te promoten. Op 26 augustus 2014 bracht de band een single uit voor het album getiteld "Monuments Fail". Op 10 september 2014 bracht de band nog een videoclip voor het nummer "Fire!". Blackout werd uitgebracht op 23 september dat jaar.
Eind 2016 werd de ep Gaia uitgegeven. Dat jaar werden ook tours georganiseerd om het album te promoten. Niet lang na de uitgave van Gaia maakte de band op 11 januari 2017 via Facebook bekend dat Affiance voor onbepaalde tijd opgeheven zou worden.

## Discografie

### Studioalbums
- No Secrets Revealed (Bullet Tooth Records, 2010)
- The Campaign (Bullet Tooth Records, 2012)
- Blackout (Bullet Tooth Records, 2014)

### Ep's
- Calm Before the Storm (eigen beheer, 2007)
- Gaia (eigen beheer, 2016)